# 新獸
新獸（Cainotherium commune）是細小像兔的草食性動物，生存在漸新世的歐洲。
新獸長約30厘米，相信是屬於偶蹄目，並與駱駝同分類在胼足亞目中。牠像牛科及鹿般是有分趾蹄的，但其四肢的形狀及長度顯示牠會像兔般跳躍。牠的牙齒亦顯示牠有像兔的食性，從其鼓泡大小及腦部形狀可見牠有靈敏的聽覺及嗅覺。現時未有發現牠的近親。

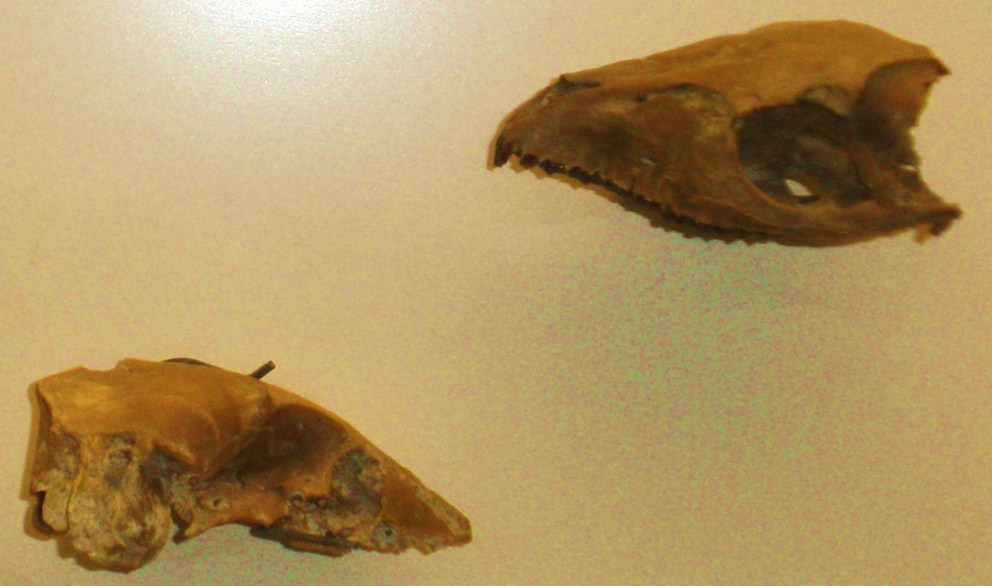
新兽的头颅骨
存于柏林自然史博物馆